# Brachythecium brandegei
Brachythecium brandegei là một loài Rêu trong họ Brachytheciaceae. Loài này được (Austin) H. Rob. mô tả khoa học đầu tiên năm 1962.